# Owen Nares
Owen Nares, nato come Owen Ramsay Nares (Earley, 11 agosto 1888 – Brecon, 30 luglio 1943), è stato un attore inglese.

## Biografia
Owen Nares nacque l'11 agosto 1888 a Earley, l'unico figlio di William Owen Nares.
Dopo aver studiato alla Reading School e, mentre stava progettando una carriera di lavoro, fu convinto da sua madre ad avvicinarsi al palcoscenico.
Studiò recitazione con Rosina Filippi e dopo un lungo tirocinio ottenne successo e consensi, nel 1915, interpretando Romance di Sheldon.
Prima dell'affermazione dell'attore Ivor Novello, Nares fu l'interprete più popolare inglese sia nel teatro sia sullo schermo.
Il suo periodo d'oro risali ai primi anni venti, quando divenne un vero "idolo" e fu adorato da un grande numero di fan.
La recitazione di Nares si caratterizzò per la grande presenza scenica e per le capacità tecniche, che lo impegnarono soprattutto in opere commerciali, e qualche volta in un repertorio più consono a dimostrare tutta la sua arte.
Tra le sue più importanti interpretazioni, si possono menzionare La moglie di Robert di St. John Greer Ervine, Rebecca della Daphne du Maurier e La foresta pietrificata di Robert E. Sherwood.
Interpretò numerosi film, circa una quarantina complessivamente, spesso in coppia con Gladys Cooper. Nel cinema divenne noto per The Faithful Heart (1922) e The Love Contract (1932).
Sposò l'attrice Marie Polini, nella primavera del 1910 e ebbe due figli, David Nares il 6 maggio 1914 e Geoffrey Nares il 10 giugno 1917.
Owen Nares morì il 30 luglio 1943 a Brecon, nel Galles.

## Filmografia
- The Man Who Won, regia di William A. Wellman (1923)
- Onward Christian Soldiers, regia di Rex Wilson (1918)
- The Elder Miss Blossom, regia di Percy Nash (1918)
- The Last Rose of Summer, regia di Albert Ward (1920)
- All the Winners, regia di Geoffrey Malins (1920)
- For Her Father's Sake, regia di Alexander Butler (1921)
- Sunshine Susie, regia di Victor Saville (1931)
- Le ultime avventure di Don Giovanni (The Private Life of Don Juan), regia di Alexander Korda (1934)
- I Give My Heart (I Give My Heart o The Loves of Madame Dubarry), regia di Marcel Varnel (1936)